# Monceaux-sur-Dordogne
 Monceaux-sur-Dordogne  là một xã thuộc tỉnh Corrèze trong vùng Nouvelle-Aquitaine miền trung Pháp.